# موران سولنیر ای‌آی

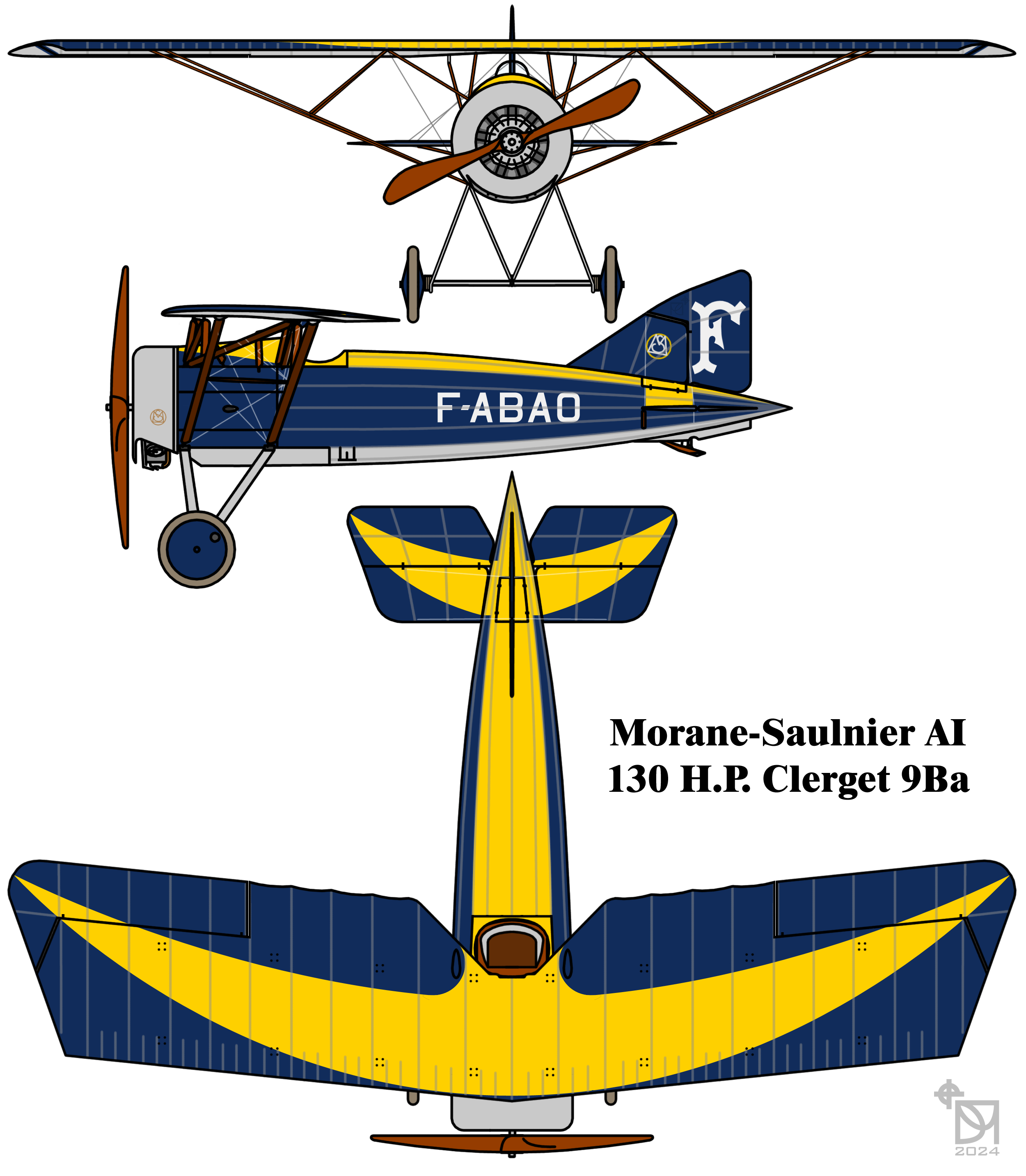
Morane-Saulnier MS.30E.1 or AI

موران سولنیر ای‌آی (به انگلیسی: Morane-Saulnier_AI) یک هواگرد ملخ‌پیشین تک‌موتوره از نوع جنگنده/آموزشی ساخت شرکت Morane-Saulnier است. هواگرد موران سولنیر ای‌آی نخستین پروازش را در اوت ۱۹۱۷ میلادی انجام داد. در مجموع، تعداد ۱۲۱۰ فروند از این هواگرد ساخته شده‌است.